# Attack Over Grace
Attack Over Grace är ett metalcore/post-hardcore-band från Santiago (Chile), som startades 2008 och är idag ett av de populäraste banden i Chile inom genren. Bandet har hittills släppt två EP som de distribuerar fritt via sin webbplats. Bandet räknar med en stor drös av influenser, bland annat Parkway Drive, Miss May I, The Devil Wears Prada, August Burns Red, Have Heart, Shai Hulud, Bad Religion, Blink 182, The Ghost Inside och Sophia The Ocean.

## Medlemmar
Senaste medlemmar
- Sebastian Heufemann – sång (scream)
- Damian Lovazzano – gitarr, sång
- Marcelo Alessandrini – gitarr, sång
- Adan Fresard – basgitarr
- Esteban Vergara – trummor, sång

Tidigare medlemmar
- Arturo Heufemann – basgitarr, sång
- Gonzalo Olavarría – gitarr
- Felipe Saffie – gitarr, sång

## Diskografi
Studioalbum
- The Sadness Isn't Our Inspiration (November 2009)
- Mountains (Juni 2011)

Singlar
- "Oh Dude WTF (Seriously)" (Maj 2011)[1]